# Sebastiano Ghezzi

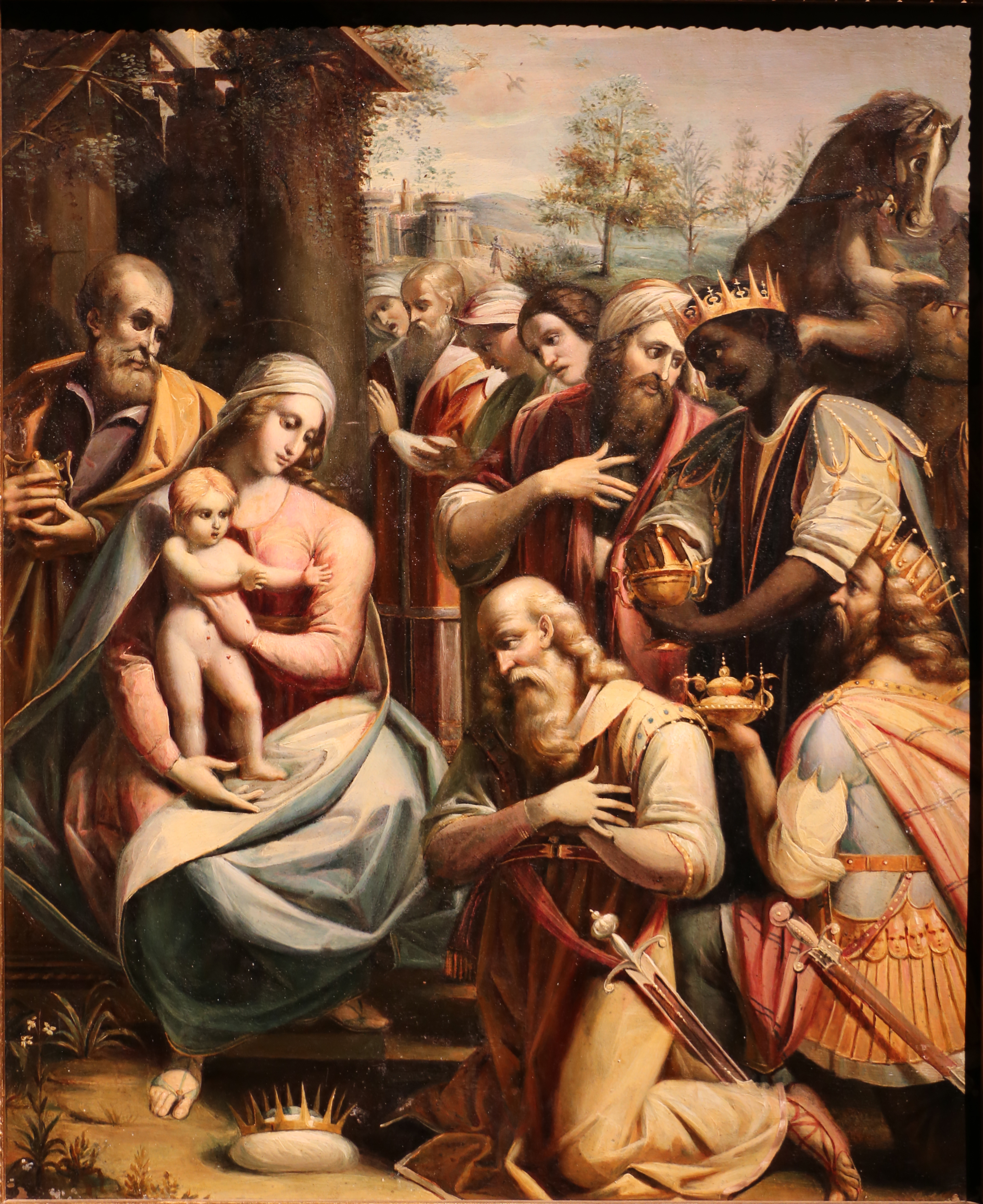
Sebastiano Ghezzi, Adoration of the Three Kings, Montalto delle Marche

Sebastiano Ghezzi (* um 1580 in Cureglia; † 1645 in Comunanza) war ein italienischer Maler und Architekt des Barock.

## Biografie
Er wurde in Comunanza bei Ascoli Piceno geboren. In Bologna lernte er das Zeichnen bei Guercino. Bekannt wurde er als Architekt. Von Papst Urban VIII. wurde ihm die prestigeträchtige Aufgabe übertragen, die kirchlichen Festungen zu überarbeiten. Er wurde zum päpstlichen Ingenieur und zum Ritter des Kreuzes ernannt. Sein Sohn Giuseppe war als Maler berühmt; sein Neffe Pier Leone wurde für seine Karikaturen berühmt.
Sebastiano freskierte die Lünetten (1612–1613) im Kreuzgang von San Domenico in Ascoli, wo er ein Selbstbildnis hinterließ. Die Fresken sind derzeit sehr beschädigt. Er malte auch den Hochaltar der Kirche San Francesco in Comunanza. Zu den wenigen erhaltenen Gemälden, die Ghezzi zugeschrieben werden, gehört eine Himmelfahrt der Jungfrau in der Kirche Ss Lorenzo, Silvestro e Rufino in Massa Fermana. In der Kirche San Giacomo Apostolo in Ascoli Piceno befindet sich in der Lünette des Hauptportales ein Fresko aus dem Jahre 1633, das die Madonna mit dem Kind zwischen den Heiligen Jakobus und Emidius darstellt.

## Weblink
- Ursula Stevens: Sebastiano Ghezzi. In: tessinerkuenstler-ineuropa.ch. Tessiner Künstler in Europa.